# Compensateur statique d'énergie réactive
Pour les articles homonymes, voir CER.
Un compensateur statique d'énergie réactive (en anglais SVC, Static VAR Compensator, en français parfois CER ou CSPR), est un dispositif de l'électronique de puissance destiné à compenser la circulation de puissance réactive sur les réseaux électriques. Il fait partie du groupe des FACTS.
Il est composé :

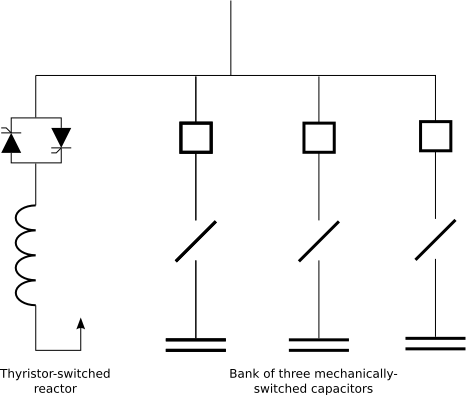
Schéma unifilaire typique

- d'un banc de condensateurs, fixe ou commutable de façon discrète, qui fournit du réactif. Ce banc prend souvent la forme d'un filtre anti-harmonique ;
- d'un gradateur triphasé à thyristors faisant varier de façon continue le courant dans des inductances, qui consomme l'excès de réactif.

En ajustant la puissance réactive Q délivrée au réseau électrique, un CSPR permet d'ajuster la tension U du réseau suivant la formule {\displaystyle {\frac {\Delta U}{U}}={\frac {Q}{Scc}}} , où {\displaystyle {\frac {\Delta U}{U}}} représente la variation relative de tension, et Scc la puissance de court-circuit du réseau.
On notera qu'un compensateur synchrone a exactement la même fonction qu'un CSPR, mais suivant une technologie très différente. Il existe également un équipement à base d'IGBT , le Statcom qui remplit aussi la même fonction. 